# Vincent van Eijck
Vincent van Eijck (ur. 1708, zm. 2 lipca 1788 w Goudzie) – burmistrz holenderskiego miasta Gouda.
Vincent van Eijck był synem burmistrza Goudy Huijberta van Eijck i Cathariny Boudens. Studiował prawo na Uniwersytecie w Lejdzie. Doktoryzował się tam w roku 1729. W roku 1733 poślubił Catharinę Hoffkens z Utrechtu.
W latach 1755–1788 burmistrz Goudy.